# Moringa
 Denne artikel bør gennemlæses af en person med fagkendskab for at sikre den faglige korrekthed.
    Den er oversat fra Moringa

Denne artikel er om slægten. Moringa er også det almindelige navn for en specifik art, Moringa oleifera
Moringa er den eneste slægt i den dækfrøede plantefamilie Moringaceae. Navnet er afledt fra det tamilske ord murunggai (முருங்கை) eller det malayalameske ord muringa, begge refererer til arten M. oleifera.
Moringa omfatter 13 arter fra tropiske og subtropiske klimazoner. Moringa-arters størrelse varierer fra små urter til tynde eller massive flaskelignende træer.
Den almindeligst dyrkede art er Moringa oleifera, et træ med mange anvendelser, der har sin primære udbredelse ved foden af Himalaya i det nordvestlige Indien og dyrkes i en stor del af troperne.
M. stenopetala er en afrikansk art, som også er udbredt i store dele af troperne, men betydeligt mindre end M. oleifera.
Moringa oleifera bliver markedsført som en metode til at bekæmpe fattigdom og fejlernæring.
Moringa oleifera gror hurtigt i mange forskellige miljøer, og meget af planten er spiselig, inklusiv af husdyr. Bladene indeholder alle essentielle aminosyrer og er rig på protein, vitamin A, vitamin B, vitamin C og mineraler. Fodring med de proteinrige blade til kvæg har vist vægtforøgelser på op til 32% og mælkeproduktion med 43 til 65%. Frøene indeholder 30 til 40% moringaolie, som er rig på oliesyre, mens affedtet mel er 61% protein.
Det affedtede mel er en flokkulant og kan anvendes i vandrensning til at fjerne sediment og uønskede organismer.
Knuste frøkapsler fra Moringa oleifera kan rense vand for tarmparasitter, ifølge en dansk ph.d.-afhandling af Mita Eva Sengupta. Ordentlig kloakering mangler i mange ulande, så afføring indeholdende parasitæg kan komme ud i floder, søer og vandløb. Herfra kan parasitæggene overføres til mennesker, når de drikker vandet eller bader i det. Benyttes vandet urenset til vanding af afgrøder, kan parasitæggene overføres til fødevarer og smitte mennesker. Nogle syd- og østeuropæiske lande bruger også urenset spildevand til at vande afgrøder, hvorved æg fra bændelorm kan overføres. Ekstrakt af knuste Morigana-frøkapsler virker koagulerende og samler både mudder, alger, planterester, mineraler og parasitæg i store klumper, som hurtigt bundfælder. Det er en billig metode, som bør kunne anvendes i mange ulande til at rense vand.

## Arter
- Moringa arborea Verdc. (Kenya)
- Moringa borziana Mattei
- Moringa concanensis Nimmo
- Moringa drouhardii Jum. – Bottle Tree (southwestern Madagascar)
- Moringa hildebrandtii Engl. – Hildebrandt's Moringa (southwestern Madagascar)
- Moringa longituba Engl.
- Moringa oleifera Lam. (syn. M. pterygosperma) – Horseradish Tree (nordvestlige Indien)
- Moringa ovalifolia Dinter & Berger
- Moringa peregrina (Forssk.) Fiori
- Moringa pygmaea Verdc.
- Moringa rivae Chiov.
- Moringa ruspoliana Engl.
- Moringa stenopetala (Baker f.) Cufod.[10]